# Lago de lava

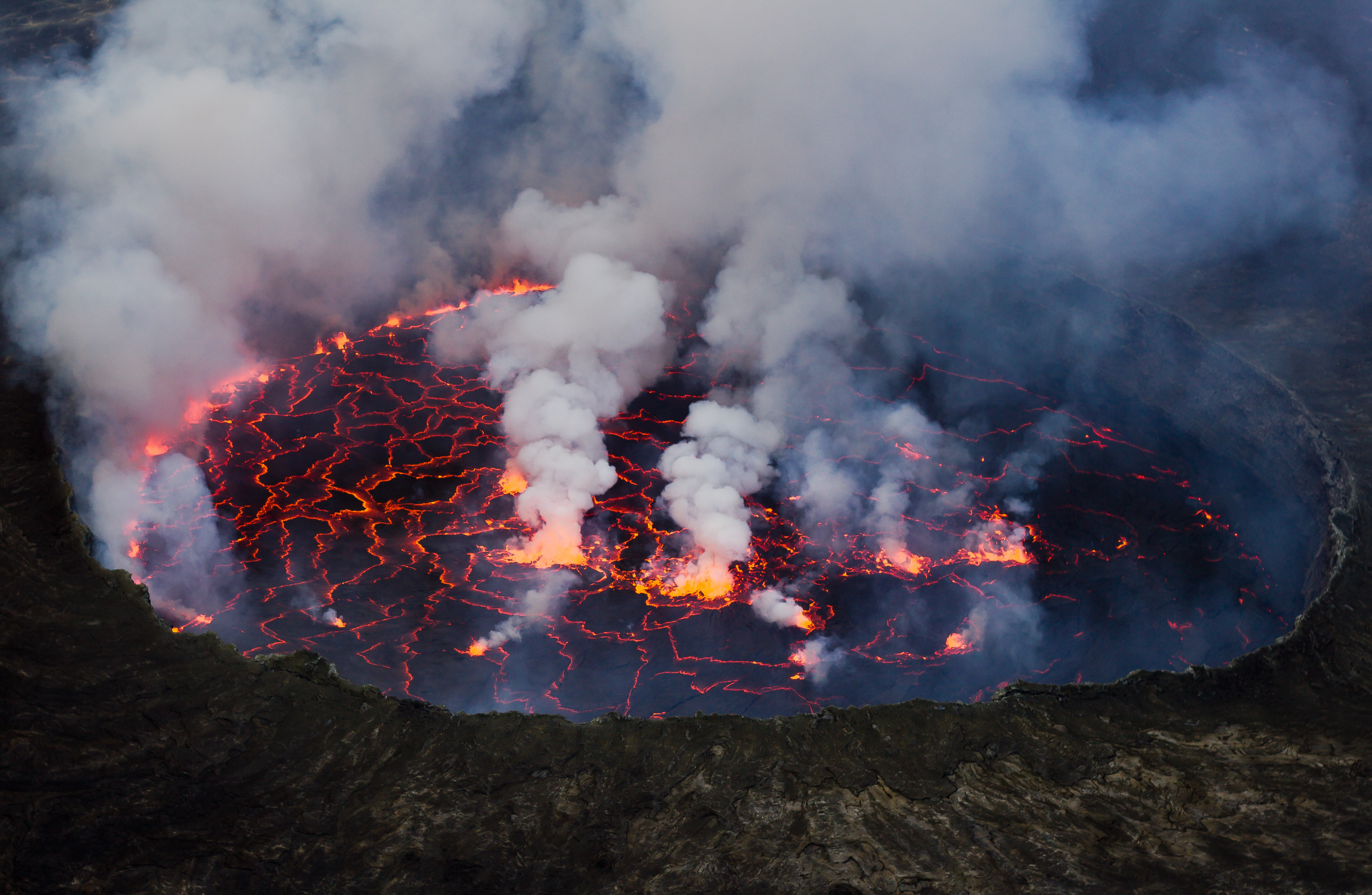
Lago de lava no Nyiragongo, em estado fundido

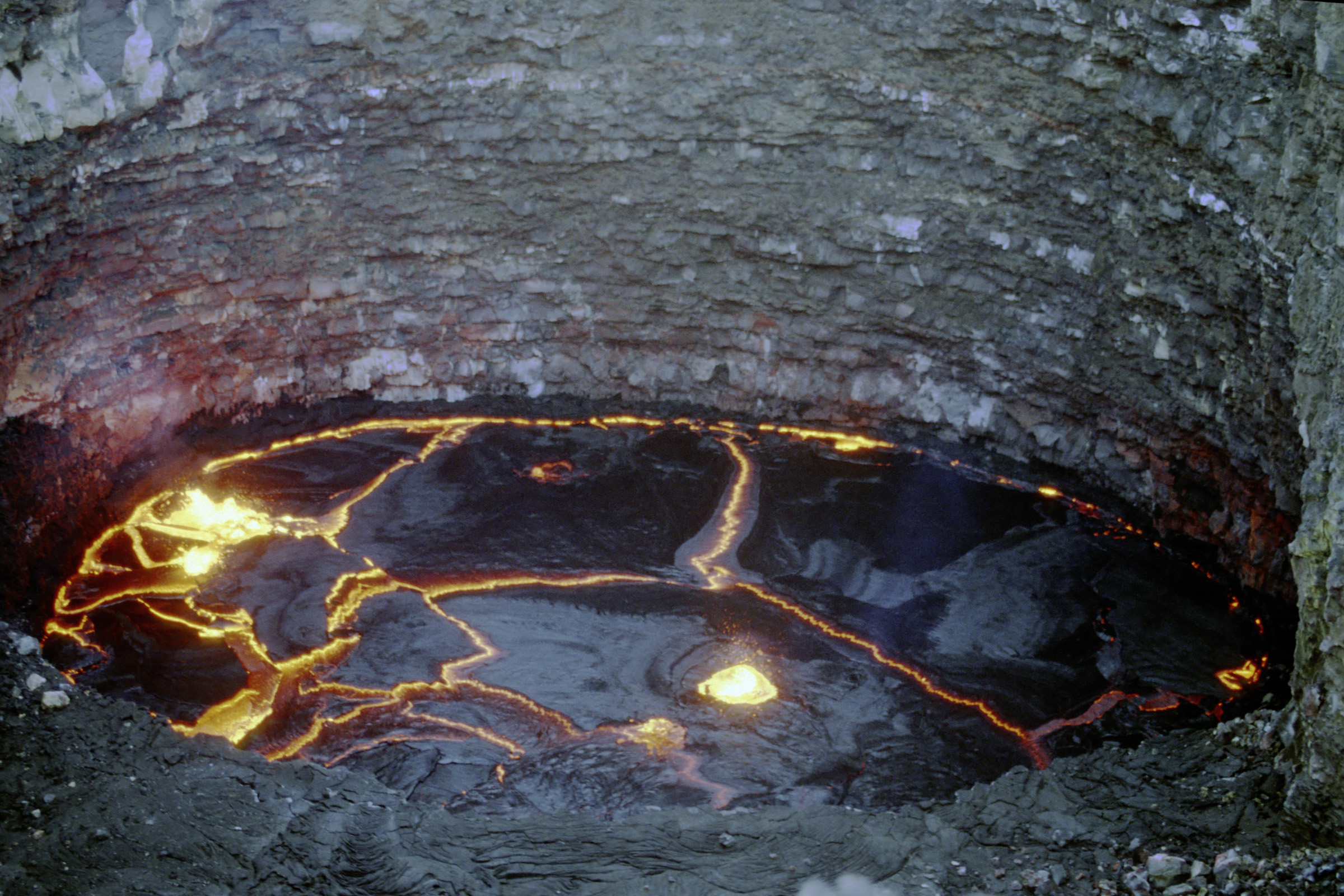
Lago de lava no Erta Ale

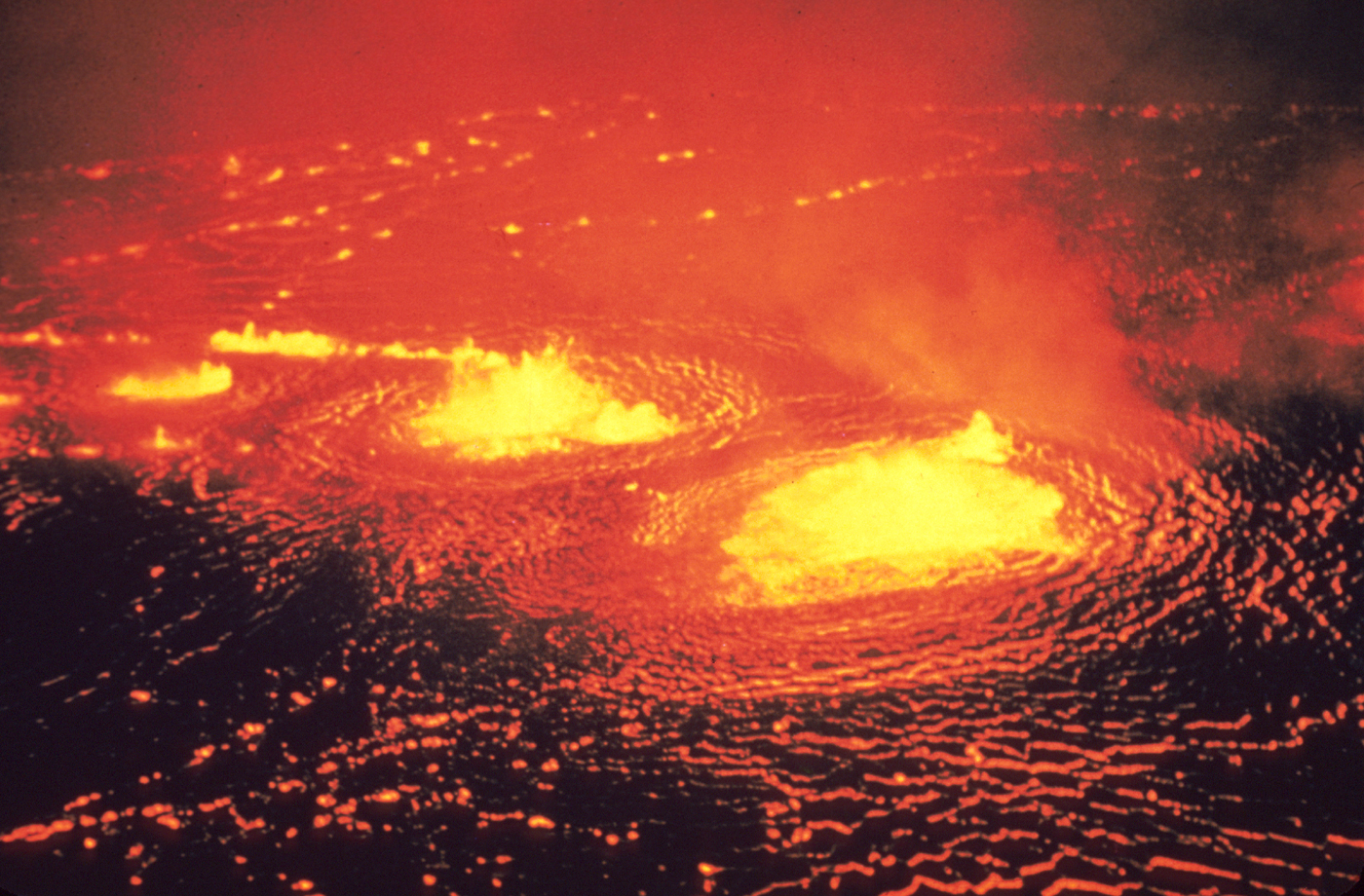
Fontes de lava no lago de lava Halema'uma'u, Kīlauea

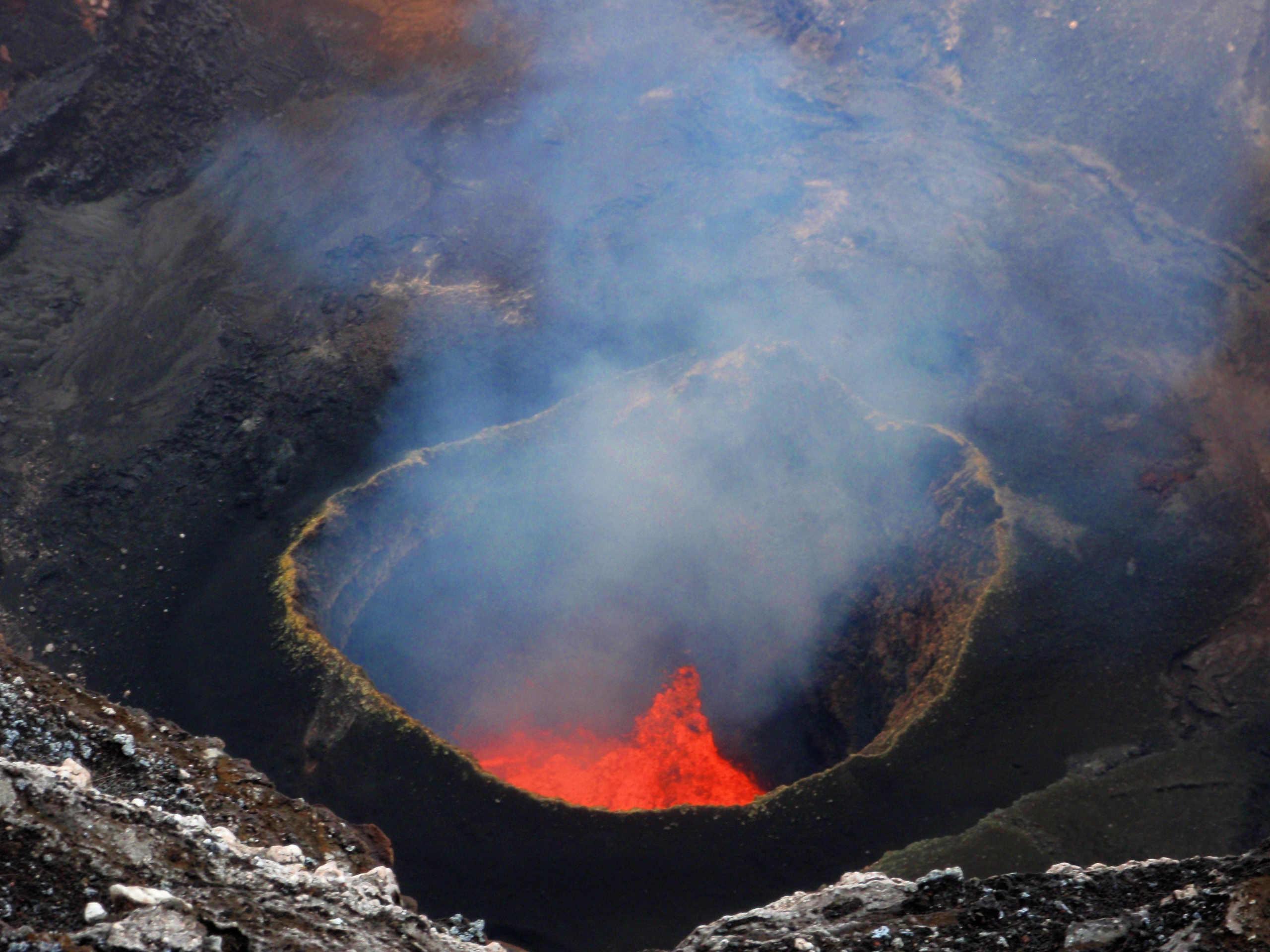
Lago de lava na cratera Marum, Ambrym

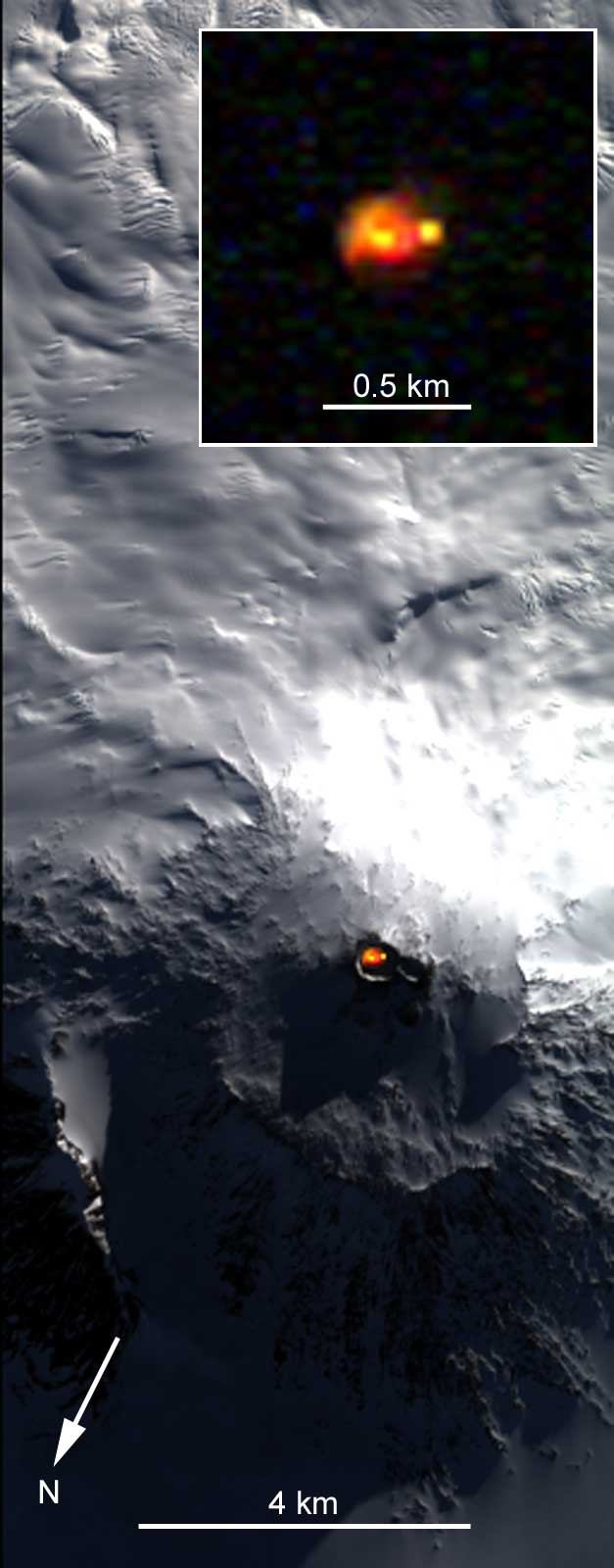
Imagem de satélite mostrando o lago de lava de Monte Erebus

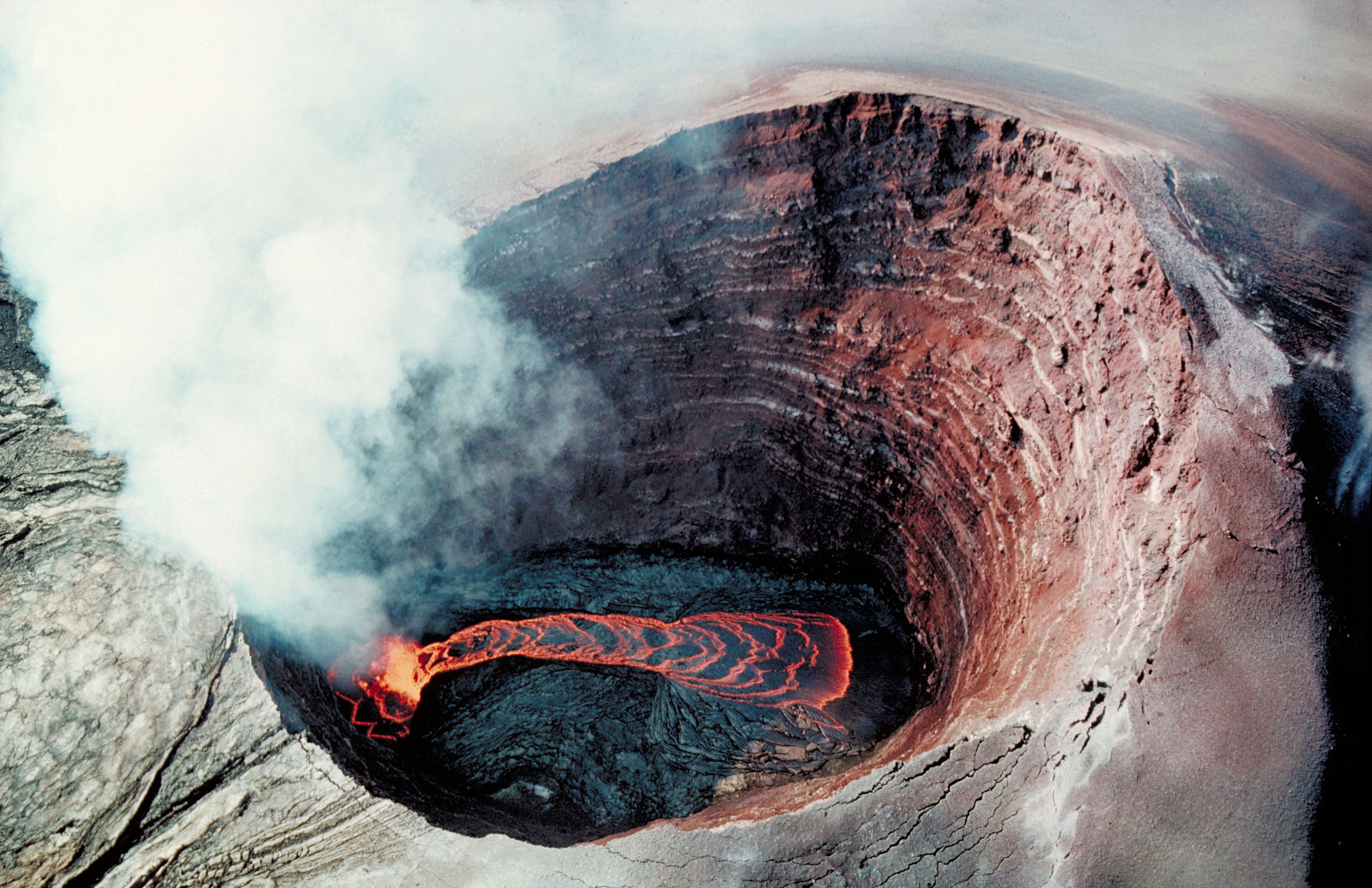
Vista aérea do lago de lava na cratera Pu'u'Ō'ō, Kīlauea. A cratera tem cerca de 250 m de diâmetro.

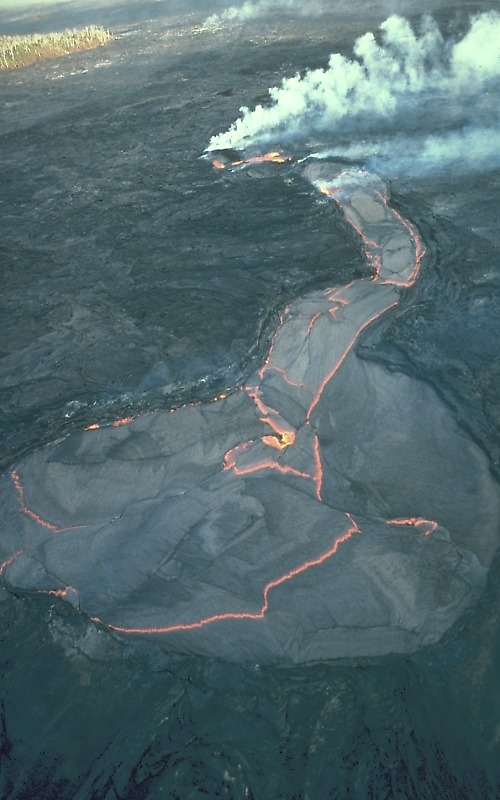
Vista aérea de um lago de lava em cima do respiradouro de Kūpa'ianahā na zona de fendas leste do vulcão Kīlauea. Este lago de lava já se solidificou, mas atualmente existem outros dois lagos de lava em Kilauea.

Lava lakes (lagos de lava) são grandes volumes de lava fundida, geralmente basáltico, contida em um respiradouro vulcânico, cratera, ou ampla depressão. O termo é usado para descrever os lagos de lava que são total ou parcialmente fundidos e aqueles que são solidificados (às vezes referidos como frozen lava lakes nesse caso).

## Formação
Os lagos de lava podem formar-se de três maneiras:
- De uma ou mais aberturas em uma cratera que entra em erupção de lava suficiente para preencher parcialmente a cratera; ou
- quando a lava derrama em uma cratera ou ampla depressão e parcialmente enche a cratera; ou
- no topo de um novo orifício que entra em erupção de lava continuamente por um período de várias semanas ou mais e lentamente constrói uma cratera progressivamente maior do que o terreno circundante.

### Comportamentos
Os lagos de lava ocorrem em uma variedade de sistemas vulcânicos, que vão desde o basaltico Erta Ale lago na Etiópia e o  Andesite basáltico vulcão de Villarrica, Chile, para o único Fonolítico lago de lava no Mt. Erebus, Antarctica. Os lagos de lava foram observados para exibir uma série de comportamentos. Um  “circulando constantemente, aparentemente estável” lago de lava foi observado durante a erupção Mauna Ulu 1969-1971 do Kilauea, Havaí. Em contraste, um lago de lava no 1983-1984 Pu'u 'O'O erupção do Kilauea apresentou comportamento cíclico com um período de 5 a 20 minutos; gás "percorreu a superfície" do lago, e a lava rapidamente drenou de volta pelo canal antes do início de uma nova fase de atividade do lago.
O comportamento observado é influenciado pelos efeitos combinados da pressão dentro do reservatório, exsolução e  descompressão de bolhas de gás dentro do canal e, Potencialmente, exsolução de bolhas dentro do reservatório de magma. Sobreposta em cima desta é o efeito de bolhas que sobem através do líquido, e coalescência de bolhas dentro do canal. As interações desses efeitos podem criar um lago de recirculação estável ou um nível de lago que aumenta periodicamente e depois cai.

## Exemplos notáveis
Os lagos de lava persistentes são um fenômeno raro. Apenas alguns vulcões hospedaram lagos de lava persistentes ou quase persistentes nas últimas décadas:
- Erta Ale,[5] Etiópia
- Ambrym, Vanuatu
- Monte Erebus,[6] ilha Ross, Antarctica
- Kīlauea,[7] Ilha Grande, Havaí
- Monte Nyiragongo,[8] República Democrática do Congo
- Vulcão Masaya, Nicarágua

Kīlauea possui apenas dois lagos de lava persistentes: um na Halemaʻumaʻu cavidade de ventilação dentro da cimeira caldera, e outro dentro do Puʻu ʻŌʻō cone localizado na zona leste da fenda do vulcão.
O lago de lava Nyiragongo geralmente foi o maior e mais volumoso da história recente, atingindo 700 metros de largura em 1982,
 embora Masaya acredita-se que tenha hospedado um lago de lava ainda maior na época da conquista espanhola, sendo 1000 metros de largura em 1670. O lago de lava em Masaya voltou em janeiro de 2016.
Além dos lagos de lava persistentes acima mencionados, um certo número de ocorrências de lagos de lava temporários (às vezes chamado lava ponds ou lava pools, Dependendo do tamanho e da natureza) também foram observados e estão listados no tabela seguinte.

## Lista de vulcões de ter exibido atividadelago de lavapassado ou presente
| Vulcão | Local                                                                |
| Lagos de lava persistentes ou quase persistentes nas últimas décadas | Lagos de lava persistentes ou quase persistentes nas últimas décadas |
| --- | -------------------------------------------------------------------- |
| Erta Ale | Etiópia                                                              |
| Monte Erebus | Ilha de Ross, Antarctica                                             |
| Kīlauea (dois lagos de lava em ambos Halemaʻumaʻu e Pu'u O'o crateras) | Havaí (Ilha Grande)                                                  |
| Nyiragongo (a maior do século passado) | República Democrática do Congo                                       |
| Ambrym (dois lagos de lava nas duas crateras Benbow e Marum desde 1991) | ilha Ambrym, Vanuatu                                                 |
| Recente atividade de lagos de lava intermitente |                                                                      |
| Masaya | Nicarágua                                                            |
| Villarrica | Chile                                                                |
| Karthala | Grande Comore, Comoros                                               |
| Piton de la Fournaise (pequeno lago de lava temporária na cratera de Dolomieu) | Ilha Reunião                                                         |
| Ol Doinyo Lengai (apenas um vulcão ativo no mundo que emite lava carbonatito | Tanzânia                                                             |
| atividade lago de lava não confirmada |                                                                      |
| Telica (possivelmente em 1971 e 1999-2000) | Nicarágua                                                            |
| Tungurahua (possivelmente em 1999) | Equador                                                              |
| Tofua (possivelmente em 2004 e 2006) | Ilha Tofua, Tonga                                                    |
| Nabro (possivelmente em 2012) | Eritréia                                                             |
| atividade lago de lava sugerido por satélite de dados de sensoriamento remoto |                                                                      |
| Monte Michael | Ilha Saunders (Ilhas Sandwich do Sul)                                |
| Monte Belinda | Ilha Montagu, Ilhas Sandwich do Sul                                  |
| Mawson Peak | Ilha Heard                                                           |
| atividade passada do lago de lava (tempos históricos) |                                                                      |
| Monte Matavanu (durante a erupção 1905-1911) | Ilha Savai'i, Samoa                                                  |
| Nyamuragira (lago de lava localizado dentro da caldeira da cúpula, confirmado pela primeira vez em 1921, drenado em 1938 e lagoa de lava temporária no cone Kituro no flanco SW, durante a erupção de 1948) | República Democrática do Congo                                       |
| Capelinhos (em 1958, uma erupção surtseiana) | ilha do Faial, Açores                                                |
| Surtsey (em 1964, durante a erupção 1963-67 que levou à formação da ilha) | Islândia                                                             |
| Tolbachik, parte do complexo vulcânico Klyuchevskaya (última observação da atividade do lago de lava em 1964)                                                                                               | Kamchatka, Rússia                                                    |
| Etna (em 1974) | Sicília, Itália                                                      |
| Monte Vesúvio (em 79 DC) | Campania, Itália                                                     |
| Ardoukôba (em 1978) | Djibouti                                                             |
| Monte Mihara (em 1986) | Izu Ōshima, Japão                                                    |
| Stromboli (em 1986 e 1989) | Ilhas Aeolian, Itália                                                |
| La Cumbre (em 1995) | ilha Fernandina, Galápagos                                           |
| Pacaya (em 2000 e 2001) | Guatemala                                                            |
| Atividade do lago de lava em outros corpos planetários |                                                                      |
| Loki Patera | Io                                                                   |